# Емтманнсберг
Емтманнсберг (нім. Emtmannsberg) — громада в Німеччині, розташована в землі Баварія. Підпорядковується адміністративному округу Верхня Франконія. Входить до складу району Байройт. Складова частина об'єднання громад Вайденберг.
Площа — 22,31 км2. Населення становить 1053 ос. (станом на 31 грудня 2020).

## Галерея

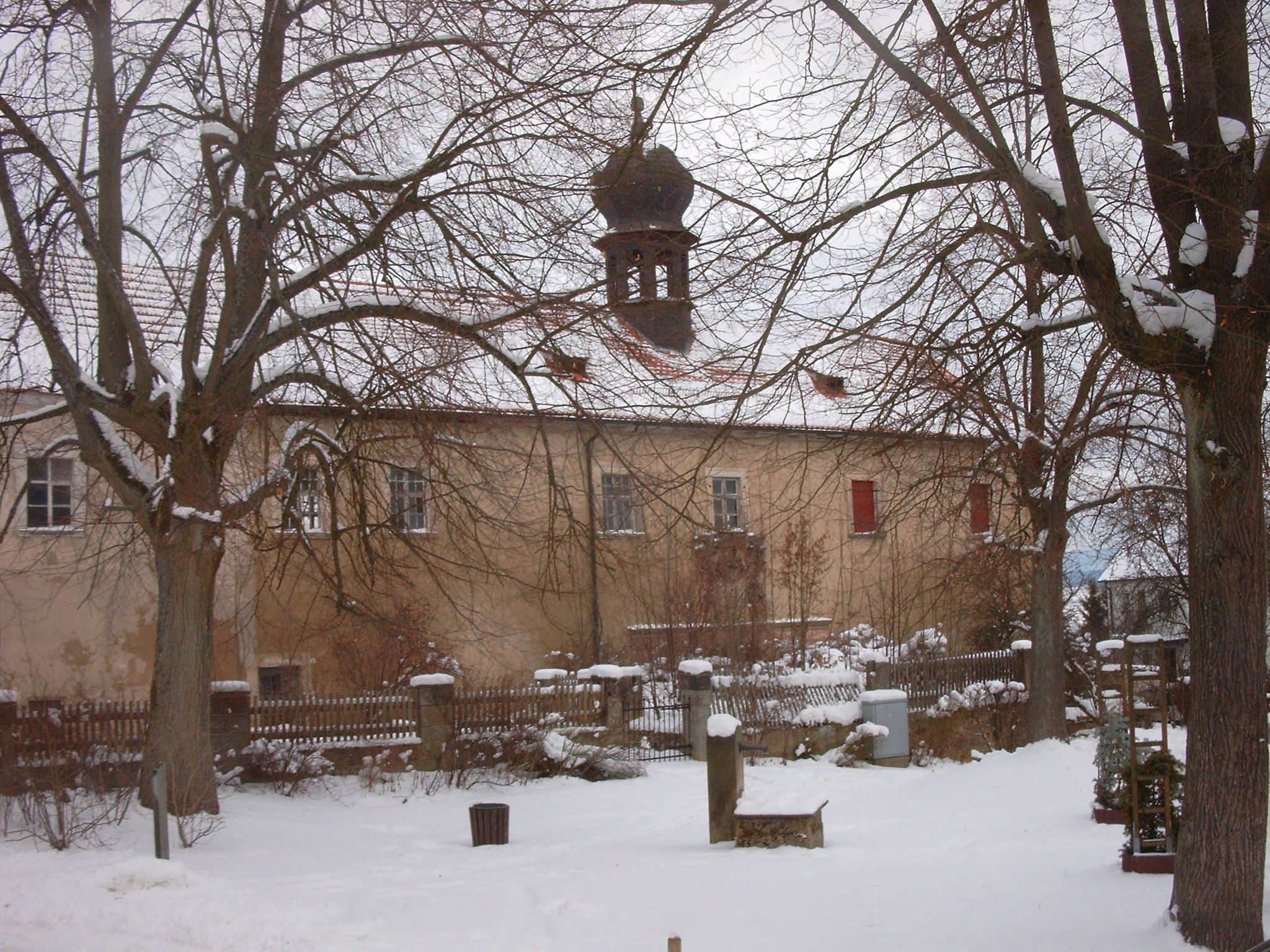